# Власьевы
Вла́сьевы (Власовы) — дворянский род, происходящий от одного родоначальника.
Представители этой фамилии разделился ещё в XVI веке на 8 ветвей, из коих одни пишутся Власовыми, другие Власьевыми, писавшиеся в Боярских книгах совместно и, которые имеют в родовых гербах общий польский герб Гржимала.
При подаче документов (19 марта 1686), для внесения рода в Бархатную книгу, была предоставлена родословная роспись Власьевых, поданная за подписью Петра Власьева.
1. Родоначальник первой ветви, Александр Андреевич Власьев, служил в начале XVI века по Пошехонью, откуда внуки его, Борис Иванович по прозванию Пятой и Димитрий Саввич переведены во время опричнины — первый в Романов, а второй в Тулу, где им пожалованы вотчины и поместья. Правнук Бориса Ивановича был воеводою в Устюжне Железнопольской (1658). Из тульской отрасли Афанасий Матвеевич убит при осаде поляками Смоленска (1633), а братья его Степан и Андрей убиты под Конотопом (1659), и с их смертью пресеклось потомство Димитрия Саввича Власьева. Потомки Якова-Бажела Борисовича в XVII веке служили дворянами московскими, жильцами и начальными людьми рейтарского строя, а его праправнук, Иван Матвеевич, начал службу (1719) солдатом гвардии, участвовал во всех походах времен Анны Иоанновны и Елисаветы Петровны и окончил службу генерал-поручиком (1763). Сыну его, Сергею Ивановичу (1729—1794), принадлежало 104 села и деревни в Ярославской, Костромской и Владимирской губерниях. Род этот внесен в VI часть родословной книги Ярославской губернии.
2. Родоначальник второй ветви, Курбат Фёдорович Власьев, владел поместьями в Пошехонском уезде во второй половине XVI века. Правнук его, Селуян Алтабасович, убит при осаде Смоленска (1634). Члены этой ветви служили в XVII веке городовыми дворянами по Пошехонью и в рейтарском строю. Один из потомков Курбата, Геннадий Александрович Власьев (1844—1912), один из известных русских техников, состоял помощником начальника Обуховского сталелитейного завода (эта ветвь внесена в VI часть родословной книги Ярославской губернии).
3. Третья ветвь Власьевых происходит от Ахмата Власьева, владевшего в конце XVI века поместьями в Пошехонском уезде. Потомки его служили в XVII веке по Пошехонью. Эта ветвь внесена в родословные книги Ярославской и Могилёвской[5] губерний.

Кроме того, существовало ещё 5 ветвей рода Власьевых, угасших в XVII и XVIII веке.

## История рода
В Родословной книге из собрания князя М. А. Оболенского записано, что от рода князей Черниговских пошли князья Козельские, от которых, в том числе пошли и Власовы. В родословной росписи князей Черниговских упомянуты: князь Василий Кукобяка у которого дети — князь Иван да князь Михаил Власовы; … а у князя Ивана Кукобякина Власова дети…; а у князя Михаила Власова дети …
Иван Григорьевич Власьев упомянут (1539). Влас Власьевич Власов упоминается в Колыванским походе (1540). Неизвестно, к какой ветви принадлежали: Остуда Власьев, дьяк большого прихода (1577); Иван Власьев, дьяк ямского прихода (1579); Василий Власьев, воевода, строитель гор. Кокшайска (1574), Фёдор Курбат Власьев († до 1586) владел поместьем в Пошехонском уезде, где его потомство владело вотчинами и поместьями в течение всего XVII столетия. Власьев Афанасий Иванович дьяк Посольского приказа (1595), Думный дьяк (1601), представитель Лжедмитрия при обручении с Мариною Мнишек (1605). В XVI столетии Власьевы владели поместьями и вотчинами: Зарайском, Ряжском, Ярославском, Звенигородском уездах.
Фёдор Прокофьевич взят в плен в Крым (1662). В XVII столетии Власьевы владели поместьями: Лебедянском, Можайском, Мценском, Данковском, Нижегородском, Казанском и Орловском уездах.
В списке владельцев имениями (1699) встречаются двое Власовых и девять Власьевых.

## Описание герба
Щит разделён горизонтально на две части, из коих в верхней в золотом поле изображен до половины вылетающий чёрный одноглавый Орёл, а в нижней части в красном поле поставлена серебряная Крепость с тремя ней Башнями, из ворот которой виден выбегающий Лев (польский герб Гржимала).
Щит увенчан обыкновенным дворянским Шлемом с дворянской на нём Короною и тремя Страусовыми перьями. Намёт на щите красный, подложенный золотом. Герб рода Власьевых внесён в Часть 4 Общего гербовника дворянских родов Всероссийской империи, стр. 56.

## Известные представители
- Власьев Пётр Александрович — муромский городской дворянин, владелец поместий в Муромском уезде (1578—1605).
- Власьев Степан — подьячий Уфимской приказной избы (1680)[4].
- Власьев, Всеволод Алексеевич (1797—1855) — российский контр-адмирал.
- Власьев, Сергей Николаевич (1880—1955) — капитан 1-го ранга, подводник, русский изобретатель в области вооружений.
- Власьев, Игорь Михайлович (1992—) — популярный видеоблогер, музыкант